# Lomographa aluta
Lomographa aluta är en fjärilsart som beskrevs av Louis Beethoven Prout 1926. Lomographa aluta ingår i släktet Lomographa och familjen mätare. Inga underarter finns listade i Catalogue of Life.